# Памятный знак танкиста
Нагрудный знак танкиста (нем. Kampfwagen-Erinnerungsabzeichen) — военная награда Веймарской республики, вручаемая бывшим немецким танкистам Первой мировой войны.
Официально называемый Памятный знак бывшим немецким танкистам (нем. Erinnerungsabzeichen für die ehemaligen Besatzungen deutscher Kampfwagen), он также был известен по названиями Памятным танковым знаком или просто Танковым знаком (нем. Kampfwagenabzeichen).

## История
Танковый знак был учреждён министром обороны Отто Гесслером 13 июля 1921 года и занесён в Heeres-Verordnungsblatt Nr. № 41 15 июля 1921 года. Вручался ветеранам Первой мировой войны, бывших членами экипажа (командиром, водителем, наводчиком, заряжающим, механиком или связистом) танка (обычно A7V, либо Beutepanzer (трофейный танк)), и либо участвовал в трёх танковых атаках, либо бывших ранеными во время одной из них.
Потенциальные получатели должны были обратиться в Инспекцию моторизованных войск для получения сертификата; сам же знак нужно было получить в частном порядке. Из-за такого необычного способа награждения знак был официально сертифицирован лишь в 99 случаях.

## Описание
На серебряном значке овальной формы сверху был изображён Тотенкопф (череп и скрещённые кости), что отсылало к форме чёрных брауншвейгцев. Основание награды было выполнено в виде двухчастного венка с дубовыми листьями слева и лавровыми справа, соединённые бантом внизу. Центральным элементом был стилизованный танк А7В, едущий на запад, пересекая заграждения из колючей проволоки, над которым были изображены три разрыва шрапнели. Носился знак под левым нагрудным карманом.

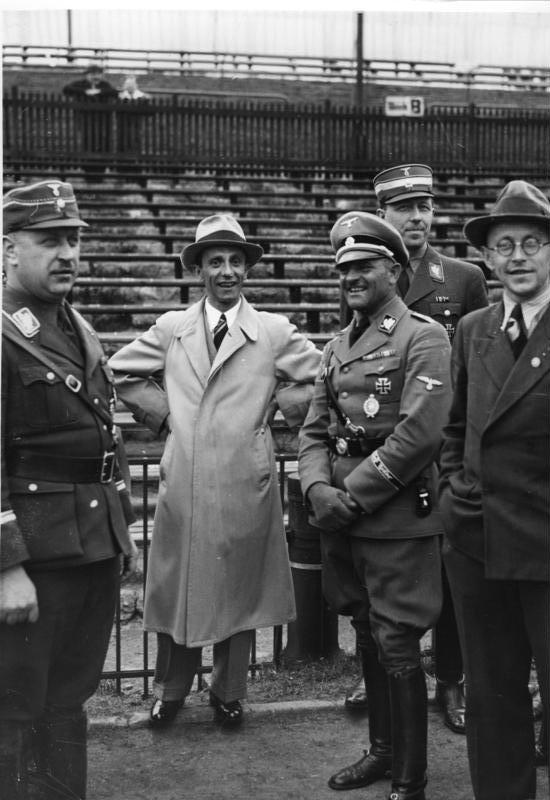
Зепп Дитрих с Памятным значком танкиста (третий справа), 1936 год